# Sachsen-Coburg
Sachsen-Coburg var ett hertigdöme i Tysk-romerska riket som uppstod vid en arvsdelning inom den ernestinska linjen år 1596. Dess residensstad var Coburg i Oberfranken.
Sachsen-Coburg förenades 1633 med Sachsen-Altenburg, jämte vilket det 1672 tillföll Sachsen-Gotha. Vid dess uppdelning 1680 blev Sachsen-Coburg åter ett eget hertigdöme, som vid den i Coburg residerande linjens utslocknande 1699 delades efter långa arvstvister mellan vissa andra av 1680 års linjer. En del med staden Coburg tillföll linjen Sachsen-Saalfeld, vars hertigar dit förlade sitt residens och benämnde sitt land Sachsen-Coburg-Saalfeld.

## Regenter

### Sachsen-Coburg 1572–1638
- 1572–1586 August I av Sachsen, regent för Johan Kasimir och Johan Ernst, Johan Fredrik II av Sachsens söner
- 1586–1596  Johan Kasimir tillsammans med sin bror Johan Ernst
- 1596–1633 Johan Kasimir (1564–1633), ensam
- 1633–1638 Johan Ernst, hertig av Sachsen-Eisenach, bror till Johan Kasimir
- 1639–1669 Fredrik Vilhelm II av Sachsen-Altenburg
- 1669–1672 Fredrik Vilhelm III av Sachsen-Altenburg, son till Fredrik Vilhelm II, med Johan Georg II och Moritz av Sachsen-Zeitz som regenter
- 1672–1674 Ernst den fromme
- 1674–1680 Fredrik I av Sachsen-Gotha-Altenburg

### Sachsen-Coburg 1681–1735
- 1681–1699 Albrekt V, Ernst den frommes son
- 1699–1729 Johan Ernst IV, Ernst den frommes yngste son
- 1729–1735 Christian Ernst II, den föregåendes son, regerade gemensamt med sin bror Frans Josias

## Källa
- Sachsen-Koburg i Nordisk familjebok (fjärde upplagan, 1951)